# Speedy Gonzales (film)
Pour plus de détails, voir Fiche technique et Distribution.
Speedy Gonzales est un cartoon des studios Warner Bros. Cartoons faisant partie de la famille des Merrie Melodies. Il réunit Speedy Gonzales et Sylvestre le chat pour la première fois, est réalisé par Friz Freleng en 1955  d'après un scénario de Warren Foster et remporte, l'année suivante, l'Oscar du meilleur court métrage d'animation.

## Présentation
Il s'agit de la première apparition de la souris mexicaine sous le nom de « Speedy Gonzales » et dans sa conception actuelle, cette dernière étant apparu deux ans plus tôt dans Cat-Tails for Two. Ce cartoon est également le premier d'une longue série de cartoons mettant en scène les courses poursuites entre Speedy et Sylvestre le chat.

## Intrigue
La fromagerie AJAX, situé au-delà de la frontière mexico-américaine, est gardée par Sylvestre. Toutes les souris d'un même groupe qui ont essayé de traverser cette limite ont péri. Le chef, après accord de l'ensemble des souris, décide de demander assistance à Speedy Gonzales, certifié comme « la souris la plus rapide de tout le Mexique ». Arrivé sur place, le leader informe Speedy sur la situation désastreuse des souris, qui n'ont jamais réussit à récupérer des morceaux de fromage. Ce dernier accepte la mission et parviendra durant les diverses courses poursuites à traverser devant Sylvestre, à pénétrer dans l'usine et à ramener une meule de fromage. Après plusieurs tentatives, Sylvestre finit par faire exploser tous les fromages mais, au grand dam des souris, il en pleut.

## Récompense
- Oscar du meilleur court métrage d'animation en 1956.